# Madagaskar-Zwergohreule
Die Madagaskar-Zwergohreule (Otus rutilus) ist eine Art der Zwergohreulen (Gattung Otus) innerhalb der Eigentlichen Eulen (Strigidae). Sie lebt auf Madagaskar. Erstmals beschrieben hat sie Jacques Pucheran 1849.

## Merkmale
Die Madagaskar-Zwergohreule erreicht eine Größe von 19 bis 23 Zentimetern und ein Gewicht von bis zu 120 Gramm, wobei die Weibchen in der Regel etwas schwerer sind. Sie kommt in drei Färbungstypen vor, einem braunen, einem rötlichen (vor allem im Ostteil Madagaskars) sowie einem grau-braunen (vor allem im Westteil der Insel). Alle Formen haben relativ kleine Ohrbüschel, eine gelbe Iris, einen grau-braunen Bauch und ebensolche Zehen sowie schwarzbraune Krallen. Das Gesicht ist hellbraun mit dunklen Brauen, das Rückengefieder ist mit gelben und weißen Tupfen sowie häufig mit einer schwarzen Musterung durchsetzt. Im Schulterbereich gibt es weiße Stellen mit schwarzer Zeichnung. Die Bauchseite ist bei allen Formen mehr oder weniger graubraun mit rotbrauner und schwarzer Streifung.

## Verbreitung und Lebensraum
Die Madagaskar-Zwergohreule ist auf der gesamten Insel Madagaskar verbreitet. Die Mayotte-Zwergohreule (Otus mayottensis) auf der Komoreninsel Mayotte galt lange als Unterart Otus rutilus mayottensis. Die Madagaskar-Zwergohreule wird seitens der IUCN als nicht gefährdet angesehen.
Die Eulen bevorzugen feuchte Wälder und Buschland, im Westen auch trockenere Gebiete mit vereinzelten Bäumen.

## Lebensweise
Die Madagaskar-Zwergohreule ernährt sich vor allem von großen Insekten, vornehmlich Käfern und Motten. Sie jagt sie sowohl fliegend als auch in den Bäumen und am Boden.
Über die Fortpflanzung der Tiere ist sehr wenig bekannt. Wahrscheinlich sind sie meistens Höhlenbrüter in Baumhöhlen, obwohl auch Bodennester bekannt sind. Das Gelege besteht aus drei bis vier Eiern, die das Weibchen ausbrütet.

## Etymologie und Forschungsgeschichte
Jacques Pucheran beschrieb die Eule unter dem Namen Scops rutilus. Das Typusexemplar zur Beschreibung stammte aus Madagaskar. Erst später wurde sie der bereits 1769 von Thomas Pennant für die Indien-Zwergohreule (Otus bakkamoena) eingeführten Gattung Otus zugeschlagen. Der Gattungsname leitet sich vom griechischen „ōtos ωτος“ für „Ohreneule“ ab. Das Artepitheton „rutilus“ ist das lateinische Wort für „golden, rot, rotbraun“.